# Rentrée atmosphérique sur Mars
Pour un article plus général, voir Rentrée atmosphérique.
En astronautique, la rentrée atmosphérique sur Mars est l’entrée dans l’atmosphère de Mars par un véhicule spatial (atterrisseur, rover, etc.). Les différentes phases comprennent l’entrée, la descente et l’atterrissage. Différents systèmes sont utilisés pour réduite la vitesse, notamment les boucliers thermiques et les parachutes.

## Les phases de vol
Les différents types de vol pour l’entrée, la descente et l’atterrissage comprennent les systèmes d’aérocapture, de vitesse hypersonique, supersonique et subsonique.

### L'entrée et la descente
L’entrée dans l’atmosphère martienne à grande vitesse crée un plasma de CO2-N2, en opposition à O2-N2 pour l’atmosphère terrestre. L’arrivée sur Mars est altérée par les effets du rayonnement de la chaleur produite par le CO2 et les poussières martiennes en suspension dans l’air. 
Les systèmes de protection thermique (bouclier thermique) et de friction atmosphériques ont été traditionnellement utilisés pour réduire une grande partie de l’énergie cinétique qui doit disparaître avant l’atterrissage, notamment avec l’aide de parachutes. 
L’air martien peut aussi être utilisé pour de l’aérofreinage en vitesse orbitale (aérocapture), au lieu de simplement descendre et d’atterrir. La rétropropulsion à grande vitesse et haute altitude est en cours de développement pour des vols transportant des charges plus importantes. La rétropropulsion supersonique est une autre technique consistant à perdre de la vitesse.
|  |  |  |

### Descente et atterrissage

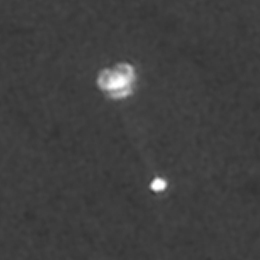
Ouverture du parachute de Phoenix (sonde spatiale) pendant la descente dans l’atmosphère martienne. Cette photo a été prise par Mars Reconnaissance Orbiter avec HiRISE

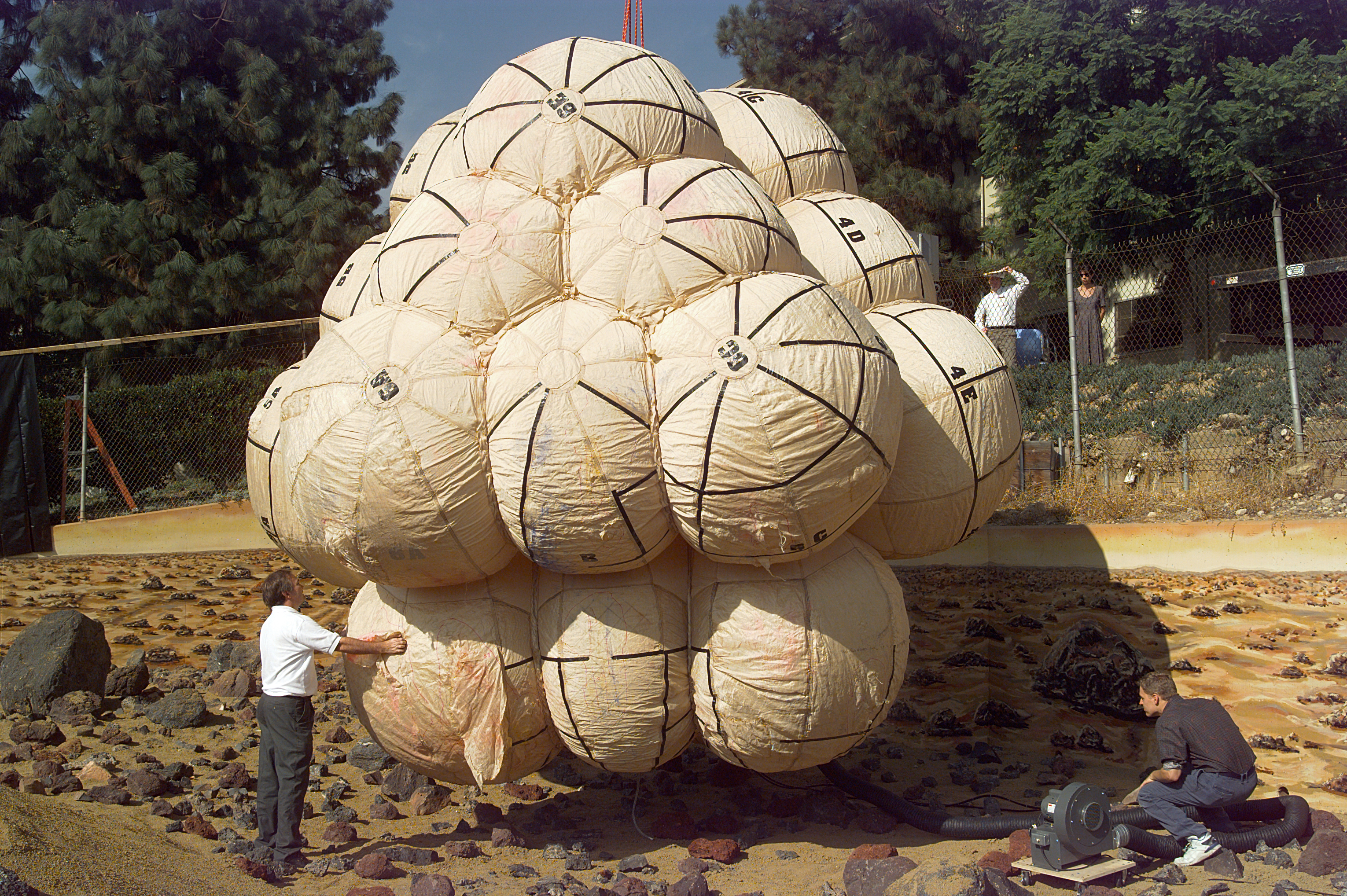
Test du déploiement des airbags de la sonde Mars Pathfinder

Un objet déployable comme un parachute peut ralentir un vaisseau spatial en complément, et à la suite du bouclier thermique. Traditionnellement, le parachute utilisé est composé d’un disque, d’une ouverture et d’une bande. 
Une autre option consiste à fixer ou à laisser trainer un dispositif gonflable d’entrée dans l’atmosphère. Ces systèmes gonflables entraînés peuvent être sphere w/ fence (en français : « sphérique avec bordure »), teardrop w/ fence (en français : « en goutte avec bordure »), isotensoid (en français : « isotensoïde »), torus (en français : « en forme de tore »), ou tension cone (en français : « de forme conique ») ; pour les systèmes fixés, il existe les formes isotensoid (en français : « isotensoïde »), tension cone (en français : « conique »), et stacked toroid blunted cone (en français : « de toupie »). Les chercheurs de la période pendant laquelle fut développé le programme Viking étaient les pionniers de cette technologie, mais le développement a dû être repris à zéro après des décennies de négligence. Les dernières études ont démontré que les formes tension cone, isotensoid, et stacked torus seraient les meilleurs systèmes à développer.
Juste avant l’atterrissage, des systèmes peuvent amortir le choc. Ainsi des airbags géants ont été utilisés par les sondes martiennes Mars Pathfinder, Mars Exploration Rover et Beagle 2. La rétropropulsion a été utilisée pour la mission Mars Science Laboratory.

## Recherches

### Bouclier extensible
La sonde finlandaise MetNet pourrait utiliser un bouclier extensible d’entrée dans l’atmosphère si elle est lancée. 

### Décélération rétropropulsive
La NASA mène des recherches sur les technologies de décélération rétropropulsive afin de développer de nouvelles approches sur l’entrée dans l’atmosphère de Mars. Le problème majeur des techniques de propulsion est la gestion des fluides et le contrôle d'attitude du vaisseau pendant la phase de descente et de rétropropulsion supersonique de l’entrée dans l’atmosphère. 
Plus précisément, la NASA mène des études depuis 2014 sur un capteur de thermographie infrarouge qui permettrait de collecter des informations à partir des tests de contrôle d’atterrissage à partir d’altitude élevée de SpaceX. L’équipe de recherche est tout particulièrement intéressée par les 70 à 40 kilomètres d’altitude du SpaceX lors de sa « réentrée brûlante », c’est-à-dire, par les tests de l’entrée dans l’atmosphère terrestre du Falcon 9 puisqu’ils sont au plus près des « vols opérés lors de la rétropropulsion sur Mars » qui reflètent les conditions de l’entrée dans l’atmosphère de Mars et de la descente.

## Exemples

### Mars Science Laboratory
Les données suivantes ont été collectées par l’équipe affectée à l’entrée, la descente et l’atterrissage du Mars Science Laboratory au Jet Propulsion Laboratory de la NASA. Elles donnent la chronologie des étapes cruciales de la mission du 5 août 2012 (heure du Pacifique, UTC−7).
| Événement                     | Heure de l’événement sur Mars (UTC−7) | Heure de réception de l’événement sur Terre ( UTC−7) |
| ----------------------------- | ------------------------------------- | ---------------------------------------------------- |
| Entrée dans l’atmosphère      | 22 h 10 min 45 s 7                    | 22 h 24 min 33 s 8                                   |
| Déploiement du parachute      | 22 h 15 min 04 s 9                    | 22 h 28 min 53 s 0                                   |
| Largage du bouclier thermique | 22 h 15 min 24 s 6                    | 22 h 29 min 12 s 7                                   |
| Rover gruté au sol            | 22 h 17 min 38 s 6                    | 22 h 31 min 26 s 7                                   |
| Atterrissage                  | 22 h 17 min 57 s 3                    | 22 h 31 min 45 s 4                                   |

Publication[réf. incomplète] de l’équipe chargée de l’atterrissage de Curiosity dont voici la chronologie des événements cruciaux représentant l’atterrissage du Rover sur Mars.

### Mars Pathfinder
Mars Pathfinder est arrivé en 1997. Environ 30 minutes avant son entrée, l’étage de croisière et le véhicule de rentrée se sont séparés.Quand la capsule est entrée dans l’atmosphère, elle a décéléré en passant d’environ 7,3 km/s à 0,4 km/s en trois minutes. Pendant la descente, le parachute s’est ouvert pour ralentir la chute, et peu de temps après, le bouclier thermique fut déployé. Lors de l’entrée dans l’atmosphère, un signal a été envoyé à la terre, dont des signaux sous forme d’alphabet sémaphore lors des étapes importantes.

#### Programmes martiens
- Mars 2
- Mars 3
- Mars 6
- Viking 1
- Viking 2
- Mars Pathfinder
- MER-A
- MER-B
- Phoenix (sonde spatiale)
- Mars Science Laboratory